# Taiwanische Waldmaus
Die Taiwanische Waldmaus (Apodemus semotus) ist eine Säugetierart aus der Gattung der Waldmäuse (Apodemus) innerhalb der Nagetiere (Rodentia). Sie lebt endemisch auf der Insel Taiwan.

## Merkmale
Die Taiwanische Waldmaus erreicht eine Kopf-Rumpf-Länge von 8,3 bis 10,0 Zentimetern und eine Schwanzlänge von 10,0 bis 11,9 Zentimetern bei einem Gewicht von 18,5 bis 39 Gramm. Die Hinterfußlänge beträgt 23 bis 25 Millimeter und die Ohrlänge 15 bis 17 Millimeter. Die Art entspricht in ihrem Aussehen der Südchinesischen Waldmaus (Apodemus draco) mit einem blass rötlich-braunen Rückenfell, das zu den Flanken hin etwas heller gelblich-braun wird, und einer gräulich-weißen Bauchseite. Der Schwanz ist etwas länger als der restliche Körper. Der Schädel hat eine Länge von etwa 29 Millimetern.
Von der ebenfalls auf Taiwan anzutreffenden Brandmaus (Apodemus agrarius) als einziger anderen Art der Gattung unterscheidet sie sich deutlich, vor allem durch das Fehlen des Rückenstreifens ist eine Verwechslung ausgeschlossen. Die Brandmaus ist zudem auf Regionen unterhalb 1000 Meter Höhe begrenzt während die Taiwanische Waldmaus erst ab 1800 Höhenmetern vorkommt.

## Verbreitung
Die Taiwanische Waldmaus lebt  endemisch auf der Insel Taiwan.

## Lebensweise
Die Taiwanische Waldmaus lebt generalistisch in den meisten verfügbaren Lebensräumen vom Grasland bis zu Laub-, Nadel- und Mischwäldern in Höhen von 1800 bis 3200 Metern. Sie bevorzugt Mikrohabitate mit dichter Vegetation oder Auflage, kann jedoch auch in Häusern angetroffen werden. Die Fortpflanzung erfolgt über das gesamte Jahr, wobei es jeweils im April bis Mai und vor allem im September bis Oktober zu den meisten Würfen kommt. Die Wurfgröße beträgt zwei bis sechs, im Durchschnitt 3,5 Jungtiere.

## Systematik
Die Taiwanische Waldmaus wird als eigenständige Art innerhalb der Waldmäuse (Gattung Apodemus) eingeordnet, die aus 20 Arten besteht und über weite Teile Europas und Asiens verbreitet ist. Die wissenschaftliche Erstbeschreibung erfolgte durch Oldfield Thomas im Jahr 1911, der die Art anhand von Individuen von Taiwan beschrieb.

## Gefährdung und Schutz
Die Art wird von der International Union for Conservation of Nature and Natural Resources (IUCN) als nicht gefährdet (least concern) gelistet. Begründet wird dies durch das große Verbreitungsgebiet und die angenommen großen Bestände der Art. Bestandsgefährdende Risiken für die Art sind nicht bekannt.

## Belege
1. 1 2 3 4 5 6  Taiwan Field Mouse In: Andrew T. Smith, Yan Xie: A Guide to the Mammals of China. 2008, S. 256.
2. 1 2  Apodemus semotus (Memento des Originals vom 23. Dezember 2015 im Internet Archive)  Info: Der Archivlink wurde automatisch eingesetzt und noch nicht geprüft. Bitte prüfe Original- und Archivlink gemäß Anleitung und entferne dann diesen Hinweis.. In: Don E. Wilson, DeeAnn M. Reeder (Hrsg.): Mammal Species of the World. A taxonomic and geographic Reference. 2 Bände. 3. Auflage. Johns Hopkins University Press, Baltimore MD 2005, ISBN 0-8018-8221-4.
3. ↑  Apodemus semotus in der Roten Liste gefährdeter Arten der IUCN 2015-4. Eingestellt von: A.T. Smith, C.H. Johnston, 2008. Abgerufen am 22. Dezember 2015.